# Jocelynn Birks
Jocelynn Michelle Birks (Willow Springs, 21 agosto 1993) è una pallavolista statunitense.
Gioca nel ruolo di schiacciatrice nel Dresdner Sportclub 1898.

## Carriera
La carriera di Jocelynn Birks inizia nei tornei di pallavolo scolastici dell'Illinois, giocando con la Lyons Township High School. Concluse le scuole superiori entra a far parte della squadra di pallavolo femminile della University of Illinois at Urbana-Champaign, impegnata in NCAA Division I: dopo aver saltato la stagione 2011, gioca le successive quattro annate, raccogliendo anche qualche riconoscimento individuale, senza però riuscire mai a superare le semifinali regionali.
Nella stagione 2016-17 firma il suo primo contratto professionistico, ingaggiata in Germania dal Dresdner Sportclub 1898, club della 1. Bundesliga.

## Palmarès

### Premi individuali
- 2013 - All-America Third Team
- 2013 - NCAA Division I: Lexington Regional All-Tournament Team
- 2014 - All-America Second Team